# Kevin Doyle (actor)
Kevin Doyle (Scunthorpe, 10 de abril de 1960) es un actor británico. Es conocido por muchos papeles, incluyendo el de DS John Wadsworth en la serie Happy Valley y The Lakes (con el papel de John Parr), Coronation Street y The Crimson Field. Doyle hizo de Joseph Molesley en la serie Downton Abbey. Ganador de 2 premios Screen Actors Guild y un premio Royal Television Society por mejor actor en Happy Valley.

## Filmografía

### Teatro
Doyle ha trabajado extensivamente en teatro, incluyendo más de 10 producciones con la RSC. Entre sus obras se incluyen:
| Obra                                | Teatro                                   | Papel                    |
| ----------------------------------- | ---------------------------------------- | ------------------------ |
| NSFW de Lucy Kirkwood               | Royal Court Theatre                      | Mr Bradshaw              |
| Spur of the Moment de Anya Reiss    | Royal Court Theatre                      | Nick Evans               |
| The White Guard de Mikhail Bulgakov | National Theatre                         | Colonel Vladimir Talberg |
| For King and Country                | Touring Partnership                      | Padre                    |
| The Mob                             | Orange Tree                              | Stephen More             |
| Enrique V                           | RSC                                      | Ely                      |
| Coriolanus                          | RSC                                      | Nicanor                  |
| A Midsummer Night's Dream           | RSC                                      | Demetrius                |
| Romeo and Juliet                    | RSC                                      | Benvolio                 |
| Hamlet                              | Haworth Shakespeare Festival, New Jersey | Hamlet                   |
| Hay Fever                           | Cambridge Theatre Company                | Simon Bliss              |
| Ricardo III                         | RSC                                      | Grey                     |
| Mutabililitie de Frank McGuinness   | Royal National Theatre                   | Comandante               |

### Películas
| Año  | Título                    | Papel           | Producción |
| ---- | ------------------------- | --------------- | ---------- |
| 1996 | A Midsummer Night's Dream | Demetrius       | Film Four  |
| 2004 | The Libertine             | Constable       |            |
| 2008 | Good                      | Comandante      |            |
| 2019 | Downton Abbey             | Joseph Molesley |            |

### Televisión
| Año       | Título                        | Papel                              | Producción  | Notas                  |
| --------- | ----------------------------- | ---------------------------------- | ----------- | ---------------------- |
| 1985      | Blott on the Landscape        | -                                  | BBC         | 1 episodio             |
| 1986      | Auf Wiedersehen, Pet          | Detective Sargento Laurence        | ITV         | 1 episodio             |
| 1997      | The Lakes                     | John Parr/Fisher                   | BBC         | 13 episodios: 1997-99  |
| 1999      | Holby City                    | Simon Harwood                      | BBC         | 3 episodios            |
| 1999      | Badger                        | Detective Inspector David Armitage | BBC         | -                      |
| 2000      | North Square                  | Judge Michael Arbuthnot            | Channel 4   | 2 episodios            |
| 2000      | At Home with the Braithwaites | Mike Hartnoll                      | ITV         | 9 episodios: 2000-03   |
| 2003      | Murphy's Law                  | Richard Mooney                     | BBC         | 1 episodios            |
| 2004      | Blackpool                     | Steve                              | BBC         | 6 episodios            |
| 2004      | Midsomer Murders              | Ferdy Villiers                     | ITV         | 1 episodio             |
| 2004      | Casualty                      | Barry Ricks                        | BBC         | 2 episodios            |
| 2005      | The Rotters' Club             | Colin Trotter                      | BBC         | -                      |
| 2005      | Afterlife                     | Roy Tufnell                        | ITV         | 1 episodio             |
| 2005      | The Last Detective            | Alan Kingwell                      | ITV         | 1 episodio             |
| 2006      | Drop Dead Gorgeous            | Howard Crane                       | BBC         | 9 episodios: 2006-07   |
| 2006      | Casualty                      | Dennis Tooms                       | BBC         | 1 episodio             |
| 2006      | The Bill                      | David Coles                        | ITV         | 1 episodio             |
| 2008      | HolbyBlue                     | Sean Burrows                       | BBC         | 3 episodios            |
| 2008      | Inspector George Gently       | Robert Stratton                    | BBC         | 1 episodio             |
| 2008      | Silent Witness                | Chistopher Andrews                 | BBC         | 2 episodios            |
| 2009      | Casualty                      | Alan Callerton                     | BBC         | 1 epiaodio             |
| 2009      | Paradox                       | Alan Kingwell                      | BBC         | 1 episodios            |
| 2009      | The Tudors                    | John Constable                     | CBC/TV3     | 3 episodios            |
| 2010      | Survivors                     | Mr. Stevens                        | BBC         | 1 episode              |
| 2010-2015 | Downton Abbey                 | Joseph Molesley                    | ITV         |                        |
| 2011      | Midsomer Murders              | Paddy Powell                       | ITV         | 1 episodio             |
| 2011-2012 | Scott & Bailey                | Geoff Hastings                     | ITV         |                        |
| 2012      | New Tricks                    | David Kemp                         | BBC         | 1 episode              |
| 2014      | The Crimson Field             | Roland Brett                       | BBC         |                        |
| 2015      | A.D. The Bible Continues      | José de Arimatea                   | NBC         | Serie de televisión    |
| 2016      | Happy Valley                  | DS John Wadsworth                  | BBC         | 6 episodios            |
| 2016      | Reg                           | Oficial                            | BBC         | Película de televisión |
| 2016      | Paranoid                      |                                    | ITV/Netflix |                        |